# دبی واسرمن شولتز
دبی واسرمن شولتز (به انگلیسی: Debbie Wasserman Schultz) رئیس کمیتهٔ ملی دمکرات و نمایندهٔ حوزه انتخابیه فلوریدا از حزب دموکرات ایالات متحده آمریکا در مجلس نمایندگان ایالات متحده آمریکا است که برای نخستین‌بار در ۲۵ ژانویه ۲۰۰۵ میلادی به‌عضویت این مجلس درآمد. او که رئیس کمیته ملی دمکرات بود در ژوئیه ۲۰۱۶ یک روز پیش از شروع مجمع ملی دمکرات اعلام کرد به دلیل رسوایی انتشار ایمیل‌های این کمیته از سوی ویکی لیکس که نشان می‌داد کارکنان آن علیه برنی سندرز نامزد ریاست جمهوری این حزب توطئه می‌کرده‌اند از سمت خود استعفا داد.